# Lugosi Döme
Lugosi Döme, Lugosi Dömötör (Budapest, 1888. május 19. – Szeged, 1945. november 18.) író, színháztörténész.

## Élete
Ügyvédi oklevele megszerzése után, 1912-től Szegeden élt. Foglalkozásából adódó hivatalos teendői mellett egész lelkét a városnak szentelte. Nevéhez köthető az első szegedi Színházi Újság, illetve a Szegedi Színpad, de 1928-1930 között a városi színházi zsebkönyv szerkesztése is. Közismert volt a bélyegek és érmék iránti vonzalma és tudása is.
A Dalos Világ ezt írta róla 1938-ban: „...a régi Szeged kitűnő emlékezetű ismerője, életrajzíró, kedves humorú, anekdotázó ügyvéd, társaságok képviselője, a magyar kincsek gyűjtögetője”.
1908-1913 között az első magyar színházi lexikonon dolgozott, az M betűig jutott; 1923-tól több színpadi művét is bemutatták (például Bergengócia című operettjéhez Juhász Gyula írta a versbetéteket). Számos helytörténeti tanulmányt jelentetett meg, kiállításokat (például az első műbarátok tárlatot, az első plakett-, illetve bélyegkiállítást) rendezett. Minden érdekelte Szeged múltjával és akkori jelenével kapcsolatban. Hatalmas helytörténeti adat- és anyaggyűjteménye a második világháborúban megsemmisült.
1945. november 18-án hunyt el Szegeden. A szegedi Belvárosi temetőben nyugszik.

## Művei
- Kelemen László és az első „Magyar Játszó Színi Társaság” (Makó, 1927)
- A szegedi színészet vázlatos története (Szeged, 1929)
- A piaristák szegedi drámajátékai (Szeged, 1930)
- A piaristák szegedi drámajátékainak színlapjai (Szeged, 1930)
- A szegedi szabadtéri játékok története 1931–1937 (1938)
- A szegedi Dóm téri színpad festője, Varga Mátyás (Szeged, 1939)
- Szerb színészet Szegeden (Szeged, 1941)

## Társasági tagság
- Dugonics Társaság